# Nicole Ari Parker
Nicole Ari Parker Kodjoe (ur. 7 października 1970 w Baltimore w stanie Maryland, USA, jako Nicole Ari Parker) – amerykańska aktorka, wcześniej modelka, znana także jako Nikki Kodjoe. Laureatka nagrody FFCC Award za udział w filmie Paula Thomasa Andersona Boogie Nights (1997), pięciokrotna zdobywczyni nominacji do nagrody Image Award.
Absolwentka New York University.
Wspólnie z mężem Borisem Kodjoe wychowuje dwójkę dzieci – córkę, Sophie Tei Naaki Lee, i syna, Nicolasa Nerudę Kodjoe.